# الفجرة (المخادر)

تعديل مصدري - تعديل

الفجرة هي إحدى قرى عزلة الشرف بمديرية المخادر التابعة لمحافظة إب، بلغ تعداد سكانها 82 نسمة حسب تعداد اليمن لعام 2004.